# جويل خوري
جويل خوريعازفة لبنانيّة ومؤلفة وأستاذة في الموسيقى ولاسيّما في نوعي الجاز والموسيقى الكلاسيكيّة المعاصرة.

## حياتها
ولدت جويل خوري في العاصمة اللبنانيّة بيروت عام 1963، وغادرت لبنان إلى الولايات المتحدة الأمريكيّة بعد اندلاع الحرب الأهليّة اللبنانيّة. حصلت على شهادة بكالوريوس في الاقتصاد والموسيقى من جامعة جورج ماسون في ولاية فيرجينيا الأمريكيّة. كما حصلت على شهادة ماجستير في الفلسفة من جامعة القديس يوسف في بيروت وشهادة دبلوم في عزف وتعليم آلة البيانو من المعهد الوطنيّ العالي للموسيقى بعد عودتها إلى لبنان بعدة سنوات."Who is She in Lebanon؟" [من هي في لبنان؟] (بالعربيّة). Archived from the original on 2019-05-12. Retrieved 2018/أبريل/17. {{استشهاد ويب}}: تحقق من التاريخ في: |تاريخ الوصول= (help)صيانة الاستشهاد: لغة غير مدعومة (link)
تلقت جويل خوريّ عدّة دعوات إقامة خارج لبنان في فرنسا (عامي 2002 و2004) وجمهوريّة التشيك (عام 2006) والنمسا (2011 من خلال Pro Helvetia) والولايات المتحدة (عام 2013) كزميلة لمستعمرة ماكدويل، حيث عملت هناك على عرضها الفنيّ قصر النساء.
ألَّفت على امتداد عقدين مقطوعات موسيقيّة كلاسيكيّة معاصرة وكونشيرتو موسيقى حجرة وأوركسترا فيلهارمونيّة، إضافةً إلى مقطوعات جاز خماسيّة (يؤديها خمسة عازفين). لم تقتصر مؤلفاتها على أنماط موسيقيّة معياريّة معينة أو فترات زمنيّة أو مناطق جغرافيّة معينة أ، حتى أصناف موسيقيّة ضيّقة، بل إنها اتجهت إلى الموسيقى المعاصرة وأشكال الجاز المُعقّدة والبنى الموسيقيّة الكلاسيكيّة غير التقليديّة. وبدلاً من «تشريق» موسيقاها باعتبارها مؤلفة موسيقيّ لبنانيّة، اعتقد جويل على الدوام أن «التأليف [الموسيقيّ] الحقيقيّ ثمرة فكرة فريدة تطورت إلى مفهوم يعتمد على ما سمعه المؤلف، هادفاً من خلاله التعبير عن وجهة نظر فرديّة وشخصيّة معينة. بالتالي فهي [الموسيقى] ليست» غربيّة«أو» شرقيّة«مع الأخذ بعين الاعتبار حقيقة أننا جميعاً سمعنا أنماط عديدة من الموسيقى [...]».
دفعها اهتمامها بالفسلفة بعد عدة سنوات من العمل في المجال الموسيقيّ إلى إعداد أطروحة دكتوراة عن جيل دولوز.

## إنجازاتها الرئيسية
عام 1995 أسَّست جويل فرقة In-Version من خمسة عازفي جاز، وقد أدَّت هذه الفرقة مؤلفات جاز أصليّة تجمع بين نمط البيبوب المعاصر وخطوط الطباق المعقّد. يُعتبر عمل Circles, Is it so!, Just when you least expect من ألبوم Is it so! من الأمثلة النموذجية على عمل هذه الفرقة وكيفيّة تطوير النغمات على دعم خطوط مركبة، والتي تعتبر أساسيّة كالنغمة ذاتها. دخل هذا المفهوم أيضاً في بعض التوزيعات الكلاسيكيّة المعاصرة لجويل.

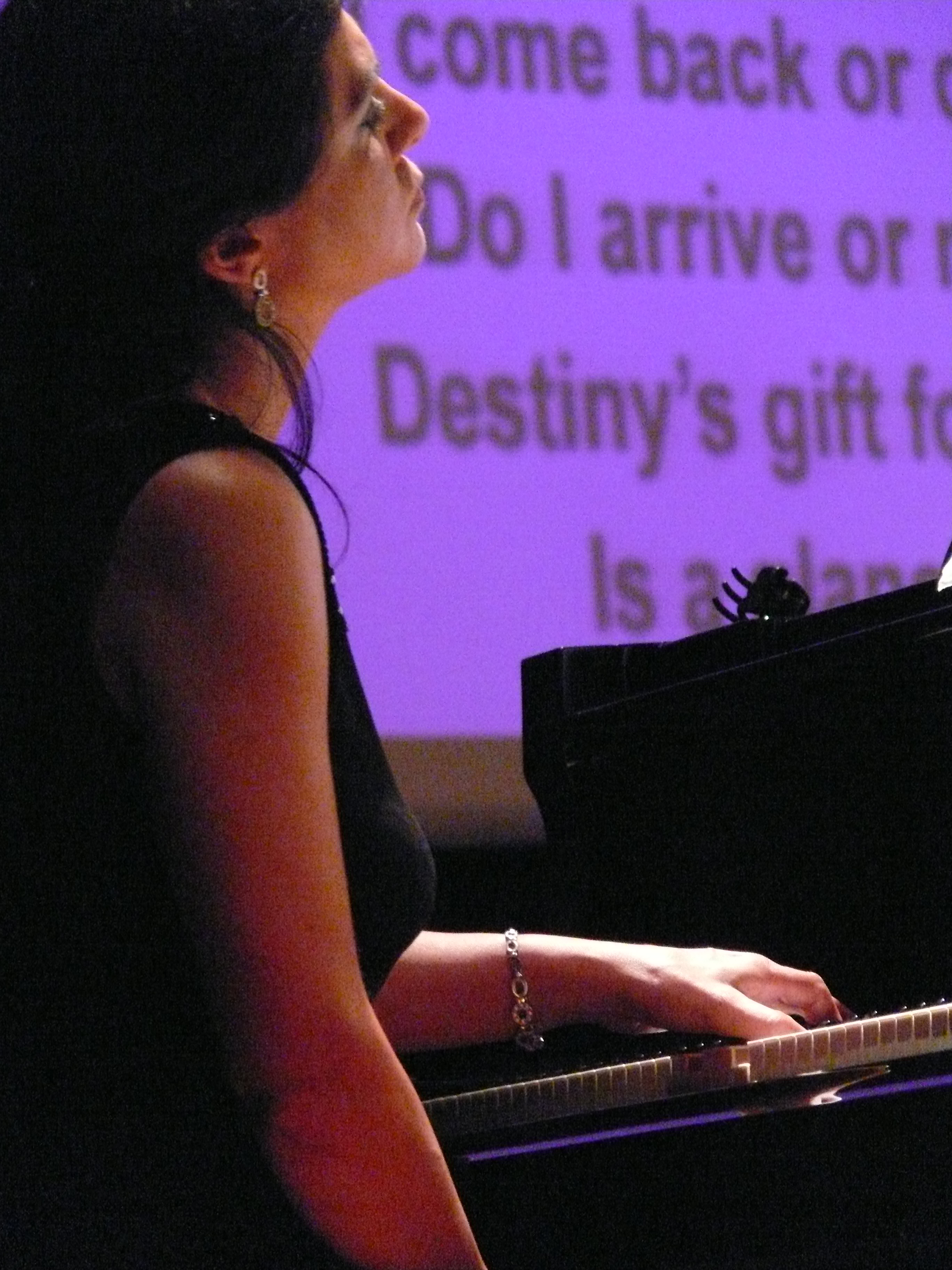
جويل خوريّ تعزف على البيانو خلال مونودراما أوبرا لصوت المرأة عام 2008.

ألَّفت جويل خوري مونودراما أوبرا عربيّة لصوت امرأة (غنَّتها فادية طنب الحاج) عام 2008، والتي عُرضت للمرة الأولى في بيروت بأداء طاقم Fragments البلجيكيّ لأوركسترا الغرفة. كما أُقيم العرض في 4 مايو/أيّار عام 2012 في قصر إسترهازي في مدينة آيزنشتات النمساويّة بأداء أوركسترا كيرميراتا بلطيقا (تأسس هذا الطاقم على يد عازف الكمان جيدون كريمر) وفي سويسرا بأدء TaG.
كما قامت جويل بإعادة توزيع أغانٍ شرق أوسطيّة تقليديّة على أساس موسيقيّ كلاسيكيّ معاصر. فقد قام طاقم Kremerata Baltica في حفلة عام 2012 بأداء Variations on Imaginary Folk Dances في تظاهرة الربيع العربيّ البلطيقيّ في قصر إسترهازي في مدينة آيزنشتات في النمسا. وفي عام 2014، قام هذا الطاقم بأدء هذا العرض مرَّة أخرى 29 مايو/أيّار في فورث وفورتسبورغ الألمانيَّتين إضافةً إلى مقطوعة Of Memories, Folks and I. بقيادة المايسترو أندريس فيزمانيس وجميع هذه المقطوعات تعتمد على الموسيقى الفلكلوريّة الشرق الأوسطيّة مؤدَّاة بأسلوب معاصر، قامت بغنائها الفنانة اللبنانيّة فادية طنب الحاج. وقد بُثَّت حفلة عام 2014 مُباشرةً عبر خدمة Bayerischer Rundfunk. جديرٌ بالذكر أنه أدّت الأوركسترا السمفونيّة الوطنيّة اللبنانيّة نسخة سمفونيّة من هاتين المقطوعتين في مايو/أيّار 2013 في كنيسة جامعة القديس يوسف في مدينة بيروت.
قامت جويل أيضاً بإعادة توزيع أغنية نجمة الصباح وهي أغنيّة كنسيّة سريانيّة تقليديّة، على أساس نحاسيّ خماسيّ (أي من أجل أن يعزفها خمسة عازفين على آلات نحاسيّة) بتكليف من منظمة Donne in Musica في إيطاليا لحفلة عيد الميلاد (Natale in Musica 2006). كما كلَّفت المنظمة بأداء كونشيرتو Getting along, وهي كونشيرتو ماريمبا وأوركسترا وقد أُدِّيت في مايو/أيّار 2008 في مدينة باري الإيطاليّة.
كما أن لجويل خوري العديد من العروض الفنيّة متعددة الوسائط: إذا قامت بتأدية عروض تشتمل على إلقاء شعر مترافق مع عزف موسيقيّ وعرض لأفلام تسجيليّة مسبقاً كعرض الموسيقى والشعر والذي أُدِّيَ في مايو/أيّار 2003، كما قامت بأداءات مشابهة بوجود عناصر تمثيليّة وعرض لرسومات وإلقاء شعر كعرض Senghor وعرض Électroésie Les poètes témoignent و وقصر النساء.
إضافةً لنشاطها الموسيقيّ قامت جويل بنشر عدّة مقالات من ضمنها مقالة باللغة الإنجليزيّة بعنوان Times Goes One Way - Against the Classification of Arts, ومقالة أُخرى باللغة الألمانيّة Die Geschichte - Ein göttliches Gedicht (ترجمة عنوان المقالة إلى اللغة العربيّة: التاريخ، قصيدة إلهيّة) ربطت خلالها نمط يوهان سباستيان باخ في التأليف الموسيقيّ وبين أحد أعمال غوتفريد لايبنتس وهو Monadology.

## ألبومات من تأليفها الموسيقيّ

### الجاز
- Tumbling up أداء فرقة In-Version من إنتاج Experimental art concept عام 1999.
- Is it so ! أداء فرقة In-Version من إنتاج M. & J. Khoury عام 2005.

### الموسيقى الكلاسيكية والأوبرا
- الموسيقى والشعر إحدى عشر مقطوعة موسيقيّة صوتيّة وأوركسترا غرفة، أُلِّفَت اعتماداً على قصائد ألمانيّة رومانسيّة للشعراء غوته وهاينرش هاينه ونوفاليس وراينر ماريا ريلكه. وقد كان هذا العرض برعاية المعهد الوطني العالي للموسيقى ومعهد جوته، إذ قامت جويل بالتأليف الموسيقيّ للعرض وعزفت على آلة البيانو وقام بقيادة العرض المايسترو هاروت فازليان. وقد سُجِّل هذا العرض في 14 مارس/آذار 2003 في قاعة أبو خاطر في جامعة القديس يوسف في بيروت. وقد أنتج هذا العرض La CD-Thèque وجويل خوري.
- حلماً أسفرت وهي مونودراما أوبرا عربيّة لصوت امرأة، أُلِّفت لفادية طنب الحاج. اشتمل العمل على ألتو وخمسة عازفين منفردين وآلات إلكترونيّة ومقتطفات من شعر جاك أسود. وقد قامت الفنانة فادية طنب الحاج بدور الألتو فيما قام المايسترو هاروت فازليان بقيادة العرض وقام طاقم Fragments البلجيكيّ بأداء العرض. كما إن العرض من إنتاج Eka3. كما تمت إعادة تأدية العرض في النمسا على يد طاقم Kremerata Baltica وفي سويسرا بأداء طاقم TaG.
- Arabian Fantasy In Blue وهي قطعة موسيقيّة بالفلوت والتشيلو والبيانو، قامت جويل بتأليفها بتكليف من Meinenger Trio وإذاعة Bayerischer Rundfunk الألمانيّة.[19]

## روابط خارجيّة
- الموقع الرسمي